# Suzuki DR 600
Die Suzuki DR 600 (Produktionsbezeichnung SN41A) ist ein Enduro- bzw. Reiseenduro-Motorrad, das der japanische Hersteller Suzuki von 1984 bis 1989 produzierte.
Die ab 1986 gebaute, sogenannte Dakar-Version hat einen größeren Motor- und Windschutz, einen Drehzahlmesser sowie einen Aluminiumgepäckträger und ein geändertes, zweiteiliges Schutzblech vorne. Das zulässige Gesamtgewicht beträgt 360 kg.

## Motor

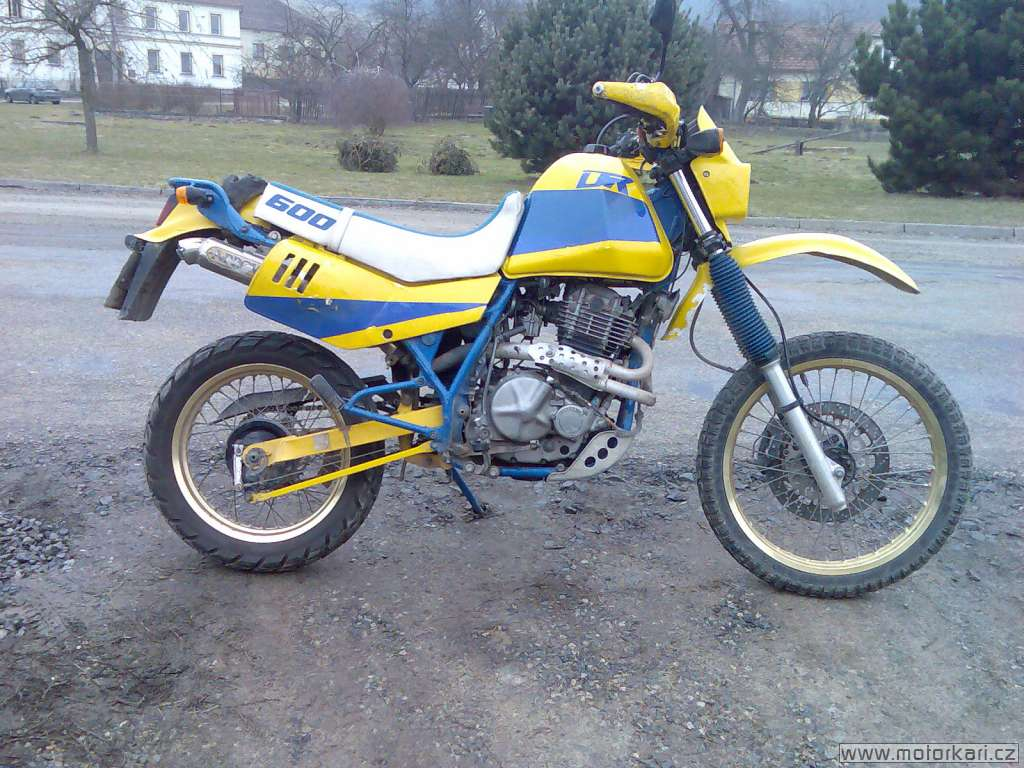
Suzuki DR 600

Der luft-/ölgekühlte Viertaktmotor mit Nasssumpfschmierung und oben liegender Nockenwelle ist mit zwei Ausgleichswellen ausgestattet, um die für Einzylindermotoren typischen Vibrationen zu unterdrücken. Die Doppelzündung in Verbindung mit Vierventiltechnik und Doppelkrümmer sorgt für eine bessere Verbrennung. Suzuki bezeichnete dieses System als TSCC (Twin Swirl Combustion Chamber). Der Hubraum beträgt 585 cm³, die Nennleistung 32 kW bei 6.500/min. Das maximale Drehmoment von 49,9 Nm liegt bei 5.000/min an. Die Gemischaufbereitung erfolgt über einen Mikuni-Flachschiebervergaser mit 38 mm Bohrungsdurchmesser.  Gestartet wird der Motor durch einen Kickstarter, mit Unterstützung einer automatischen und einer manuellen Dekompressionsmechanik.

## Fahrwerk
Motor und Getriebe hängen in einem Doppelschleifen-Rohrrahmen mit Zentralrohr. Das Vorderrad wird mit einer 240-mm-Scheibenbremse, das Hinterrad mit einer 160-mm-Trommelbremse verzögert. Der Federweg der luftunterstützten Teleskopgabel vorne beträgt 240 mm. Hinten federt ein Full Floater-Zentralfederbein mit 220 mm Federweg.

## Kraftübertragung
Die Kraftübertragung erfolgt über eine Mehrscheiben-Ölbadkupplung auf das Fünf-Gang-Getriebe. Die Primäruntersetzung beträgt 2,310:1, die Enduntersetzung 2,625:1 mit den Gangabstufungen 2,416, 1,625, 1,263, 1,000, 0,826:1. Der Endantrieb zum Hinterrad erfolgt über eine dauergeschmierte O-Ring-Kette mit 108 Gliedern.

## Maße und Gewichte
Das Gewicht beträgt 141 kg, der Tank fasst 21 Liter Kraftstoff und ermöglicht damit auch längere Reiseetappen. Die Höchstgeschwindigkeit wird mit 155 km/h angegeben.